# باشگاه فوتبال دانفرملین اتلتیک
باشگاه فوتبال دانفرملین اتلتیک (انگلیسی: Dunfermline Athletic F.C.)  یک باشگاه فوتبال لیگ برتر اسکاتلند است که در شهر دانفرملین  واقع شده است.  این باشگاه در سال 1885 تأسیس شد .